# Bérault Stuart d'Aubigny
Bérault Stuart d'Aubigny, conosciuto anche come Beraud o Bernard Stewart (1452 – 15 giugno 1508) è stato un nobile e condottiero francese, di origini scozzesi.
Fu signore d'Aubigny, 3º signore di Beaumont-le-Roger, e successivamente ne divenne 1º conte il 4 agosto 1495, signore di Saint-Quentin, di Saint-Sylvain-des-Averdines, di Maclou, di Berrué e della Verrerie.

## Biografia
Era figlio di John Stuart, 2° signore d'Aubigny, e di Béatrice d'Apcher, nipote di John Stuart, 2º conte di Buchan e connestabile di Francia.

### Carriera militare
Di buon lignaggio, Bérault entra nella garde écossaise venendone promosso capitano nel 1493; successivamente entra nel seguito del conte di Perche. Da allora in poi egli eserciterà l'attività di capitano del Castello di Vincennes, capitano e governatore della città di Vire, governatore di Berry (dal 1487 al 1489), consigliere e ciambellano del re, capitano di Harfleur e Montivilliers, capitano degli arcieri scozzesi, capitano delle 100 lance scozzesi, cavaliere dell'ordine di Saint-Michel (1493).
Entrò al servizio di Ferdinando II d'Aragona nel 1492 durante la riconquista di Granada.

### Prima campagna in Italia
Fu a comando dei contingenti francesi che andarono in Romagna per contrastare le truppe napoletane, papali e fiorentine comandate di Ferrandino, Gian Giacomo Trivulzio e Niccolò Orsini; la campagna in Romagna culminò col Sacco di Mordano. In seguito raggiunse re Carlo VIII in Toscana. Fu nominato tenente generale del re a Napoli nel marzo del 1494, poi governatore della Calabria e conestabile di Napoli. Partecipò alla battaglia di Terranova nel 1495 e alla prima battaglia di Seminara. Gran siniscalco del Regno di Napoli dall'agosto del 1496, negoziò la resa di Gaeta nel novembre del 1496. Ritornò in Francia nel 1497.

### Seconda campagna in Italia
Fu nominato luogotenente generale del re nel ducato di Milano e nella contea di Pavia, comandando l'esercito di 15.000 uomini inviati in Italia nel giugno 1499 per prendere Annona.
Nominato governatore della Valtellina nell'ottobre del 1499 e poi governatore di Milano, partecipò alla presa di Roma nel mese di giugno 1501, all'assedio di Capua nel mese di luglio del 1501, alla vittoria di Atripalda nel mese di giugno 1502, all'assedio e alla capitolazione di Canosa, alla seconda battaglia di Terranova, gli assedi di Gerace e Roccella nel dicembre 1502, alla battaglia di Monteleone nel febbraio del 1503 ed infine alla terza battaglia di Seminara. L'esercito francese venne in tale occasione sconfitto con conseguente perdita della Calabria. Egli stesso venne fatto prigioniero nel maggio del 1503. Basandosi sulle sue esperienze militari redasse in seguito un'opera intitolata Traité sur l'art de la guerre.

## Carriera politica
In tempo di pace, Bérault ebbe diversi incarichi di natura diplomatica per conto del re di Francia: fu ambasciatore in Inghilterra e Scozia (tra il 1484 e il 1508) e ambasciatore in Italia (tra il 1491 e il 1494). Bérault accompagnò Luigi XII a Genova e Napoli nel 1507. Morì durante la sua ultima missione.